# Crossover jazz
El crossover jazz es una mezcla de jazz con otros géneros. En música, crossover es un término utilizado para describir material "prestado" de diferentes géneros musicales, y cuya popularidad sobrepasa un género o estilo.
En el jazz, el llamado crossover jazz comenzó en los años setenta. Algunos investigadores, como Ronald Atkins, suponen que se debió a que algunos músicos de jazz se inspiraron en el rock, ya sea por gustos musicales personales como por el éxito y las buenas ventas del rock. Esto hizo que el consumidor mayoritario pudiese estar más cerca de músicos de jazz anteriormente acotados a un público menor.
Las influencias mayores del crossover jazz son el rock and roll, la música pop, el rhythm and blues.
Los músicos que se inscriben en este género también son identificados dentro de otras corrientes; no obstante se puede establecer como referentes a
George Benson,
Claude Bolling,
Bob James,
Roberto Tola,
Al Jarreau y
Earl Klugh.